# Tesla Model X
El Tesla Model X es un crossover eléctrico de batería de 7 plazas producido por el fabricante estadounidense Tesla Inc. desde 2015. Utiliza la plataforma del Tesla Model S y tiene dos o tres motores eléctricos, proporcionándole tracción integral.
El prototipo fue develado en los estudios de diseño de Tesla en Los Ángeles, el 9 de febrero de 2012.
Tesla desarrolló unos sensores ultrasónicos que atraviesan el metal y los instaló en el techo para detectar la altura del techo y los obstáculos laterales con objeto de trazar el arco de apertura óptimo sin chocar con ningún obstáculo. Permite la apertura cuando la distancia lateral a los vehículos adyacentes es superior a 30,5 cm (12,0 pulgadas).
Las primeras entregas en el mercado estadounidense se realizaron el 29 de septiembre de 2015.
Para enero de 2016 Tesla entregó 584 unidades del Model X. En septiembre de 2018 las ventas acumuladas desde su lanzamiento alcanzaron las 106 689 unidades.

## Vista general

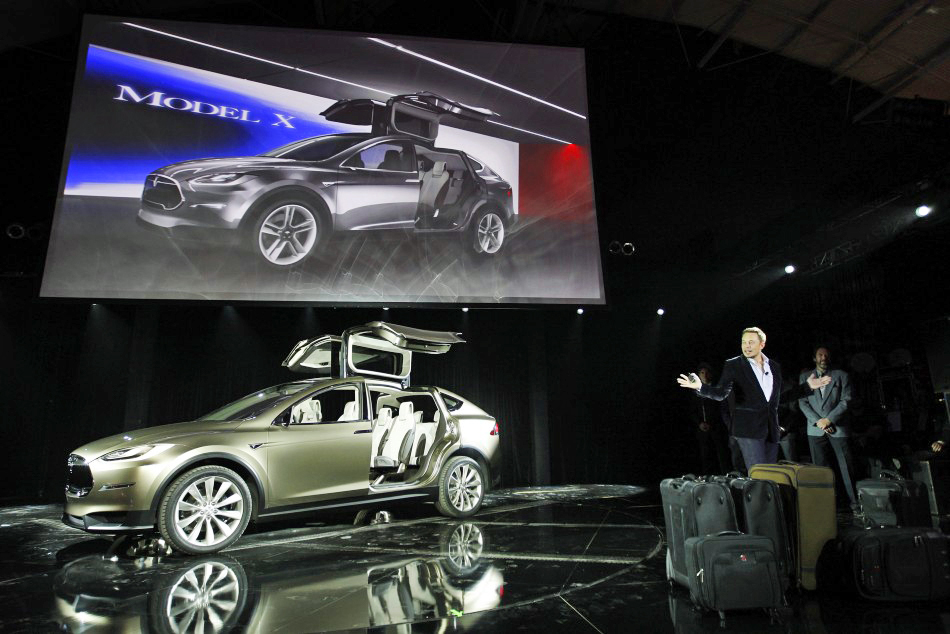
En 2012 en Ginebra.

El Model X es una mezcla de monovolumen y SUV con capacidad para 7 adultos en hasta 3 filas de asientos. Usa la misma plataforma que el Model S.
Pretende ser más funcional que un monovolumen, más vistoso que un SUV y tener mejores prestaciones que un deportivo.
Las puertas traseras de tipo halcón permiten una mejor accesibilidad a la tercera fila de asientos que las puertas deslizantes de otros vehículos. Tienen un sistema de doble bisagra que permite abrirlas aunque esté estacionado muy cerca de otros coches. Dispone de una cajuela trasera y otra delantera (frunk).
El paquete de baterías es plano y está bajo el suelo, cuya capacidad es de 90 kWh (324 MJ).
Está equipado con dos motores: uno en el eje delantero y otro en el trasero, proporcionándole tracción integral All-Wheel Drive.
La aceleración de 0 a 60 mph (0 a 97 km/h) es de los 4.8 segundos en el 90D, 3.8 segundos en el P90D normal, 3.2 segundos en el que lleva la opción Ludicrous Speed Upgrade y de 2.6 segundos en el Performance de 2020.
La Agencia de Protección Ambiental de Estados Unidos EPA homologó una autonomía de 250 millas (402 km) para el P90D y de 414  257 millas (414 km) para el 90D.

## Diseño

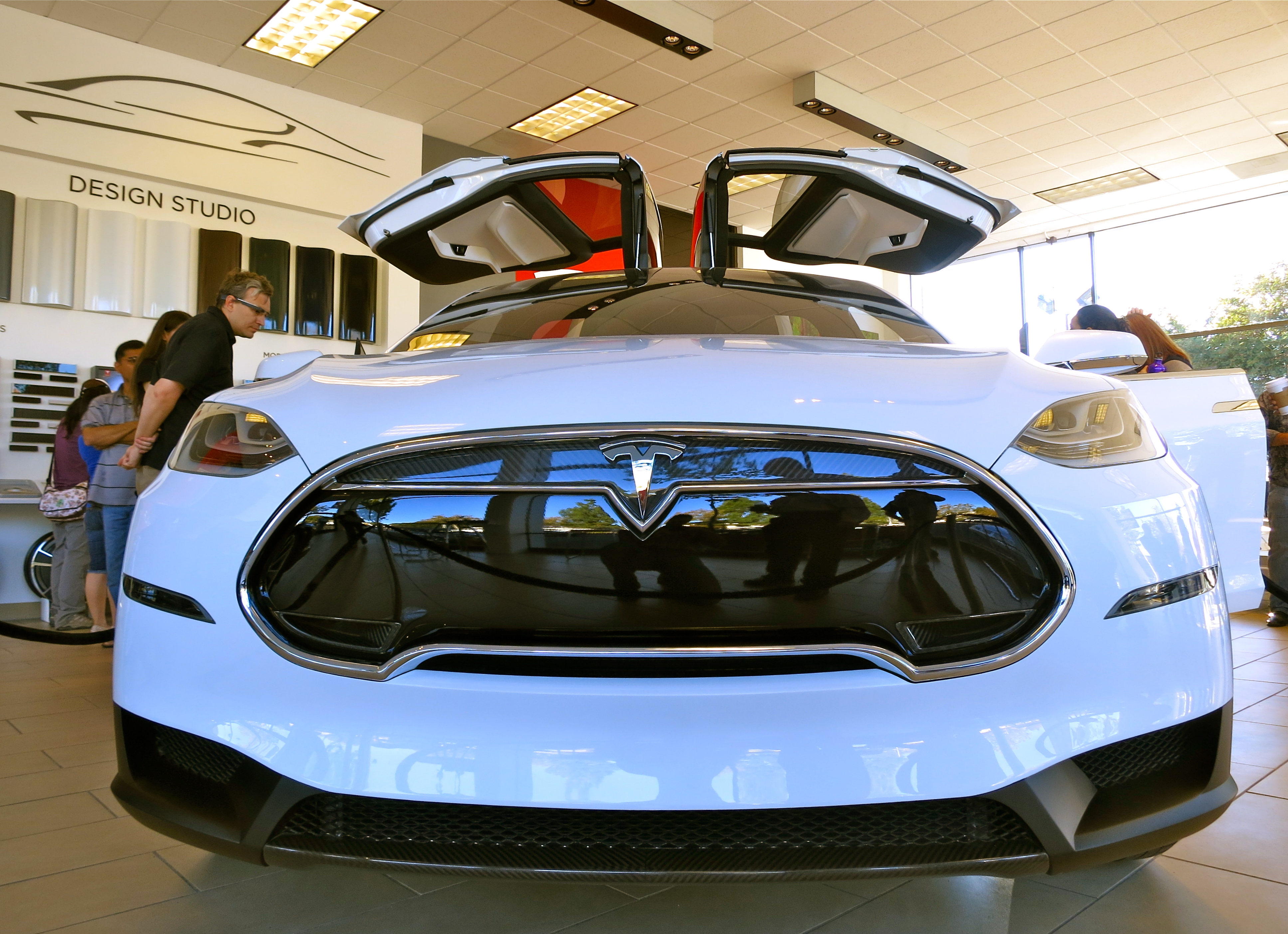
Model X Design en Palo Alto en octubre de 2013.

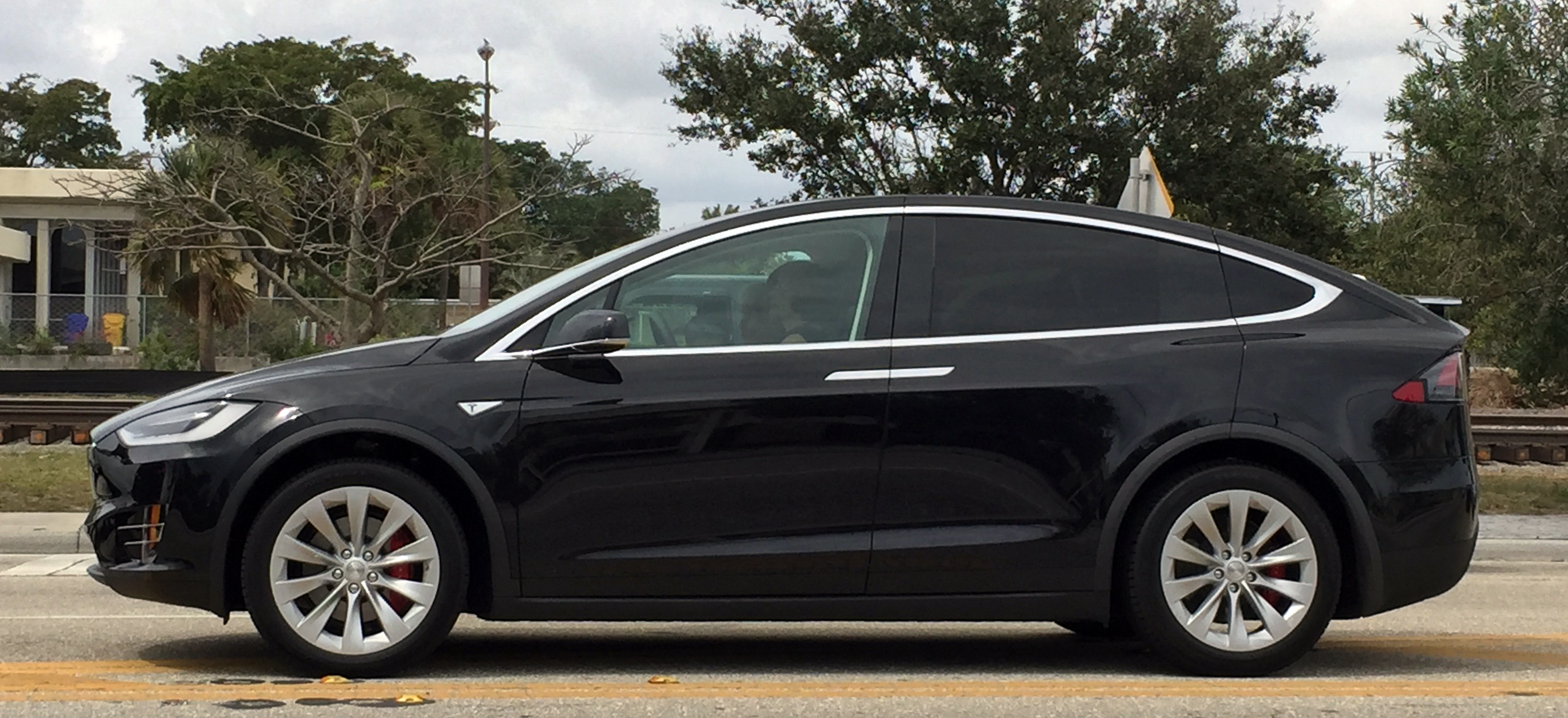
Modelo 2016 en Lantana (Florida)

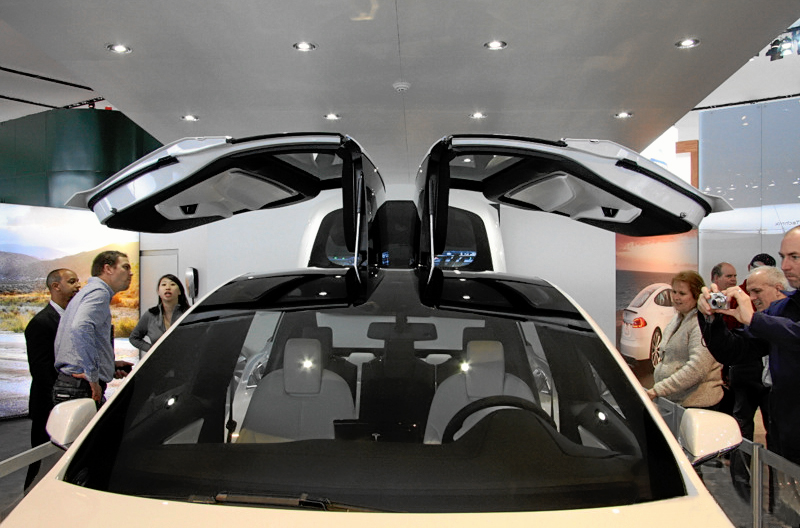
En el Salón del Automóvil Internacional de Norteamérica en enero de 2013.

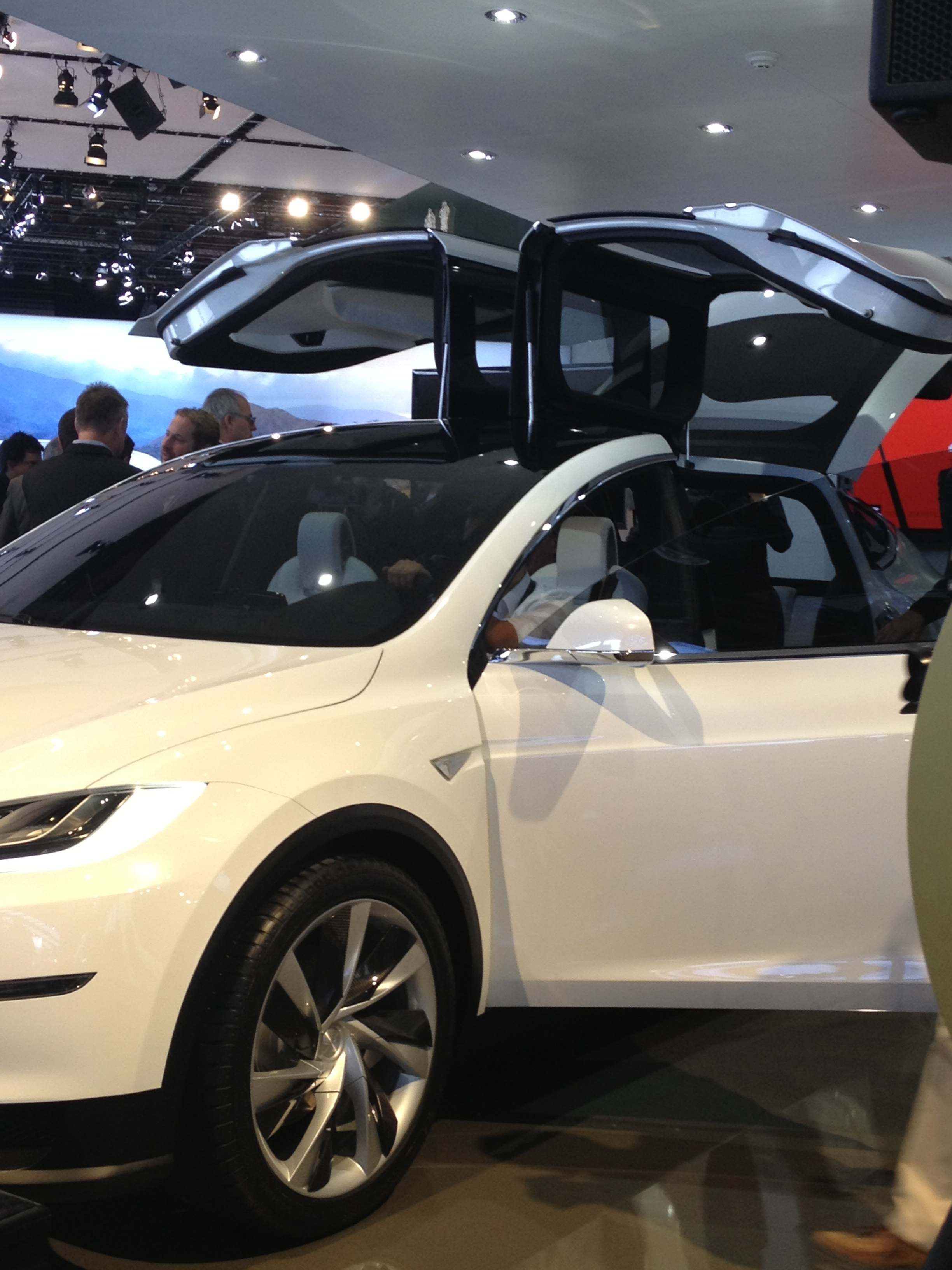
Enero de 2013 en Detroit, Míchigan.

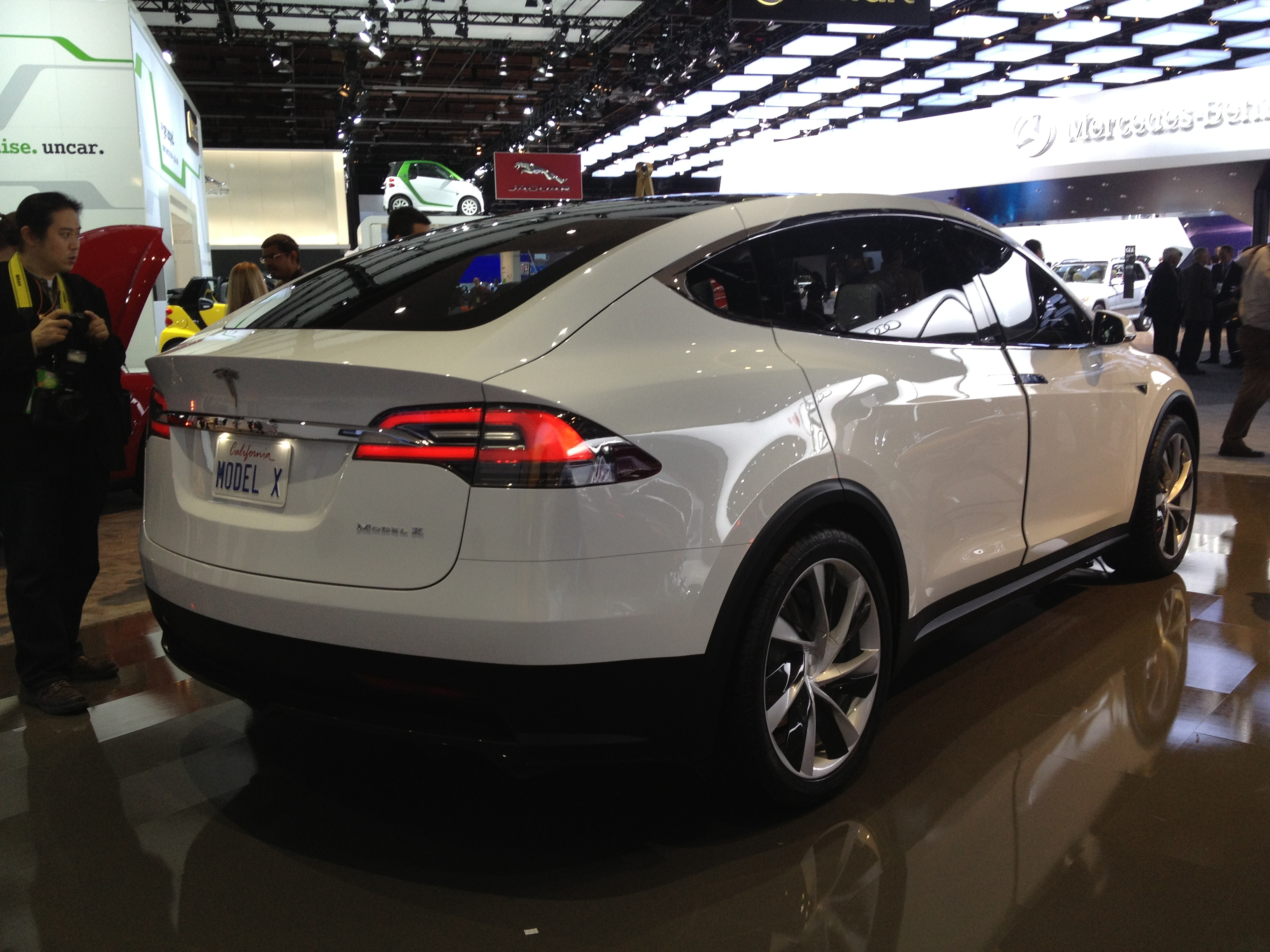
Enero de 2013 en Detroit, Míchigan.

Se presentó en febrero de 2012. Está diseñado y fabricado en California por Franz von Holzhausen, quien también diseñó el Model S y que anteriormente trabajó para Mazda. El chasis, carrocería, motores y almacenamiento de energía son propios de Tesla.
El 31 de diciembre de 2013 Tesla tenía 203 patentes y 280 pendientes de aprobación.
El centro de gravedad está muy bajo porque el paquete de baterías tiene 10 cm (3,9 pulgadas) de grueso y está bajo el suelo.
Dispone de dos pantallas de cristal líquido: la primaria totalmente digital LCD de 12,3 pulgadas (31,2 cm) con gráficos en 3D que pueden ser configurados por el usuario. Puede mostrar la velocidad, consumo de energía, nivel de carga, autonomía, marcha activada, selección musical, selección de radio, mapa de navegación y otras. Y otra secundaria vertical multitáctil capacitiva de 17 pulgadas (43,2 cm) con sistema operativo basado en Linux que, además de controlar múltiples funciones del vehículo, proporciona conectividad a Internet a través de wifi o telefonía móvil. La pantalla dispone de capacidades multimedia y tiene una gran eficiencia energética. La línea superior muestra símbolos del estado actual y proporciona atajos para Carga, Homelink, Perfiles del chofer, Información del vehículo y Bluetooth. La segunda línea da acceso a aplicaciones como medios, navegación por Google Maps, energía, web, cámara y teléfono. La parte central de la pantalla puede mostrar hasta dos aplicaciones a la vez. La parte inferior da acceso a los controles del vehículo como luces, cierre de puertas y climatización.
El diseño original no llevaba retrovisores exteriores ya que los sustituía por cámaras para lograr una mejor aerodinámica. En 2015 los reguladores de la NHTSA no homologaban vehículos sin retrovisores exteriores por lo que Tesla no montará las cámaras hasta que los reguladores cambien la norma.

### Puertas

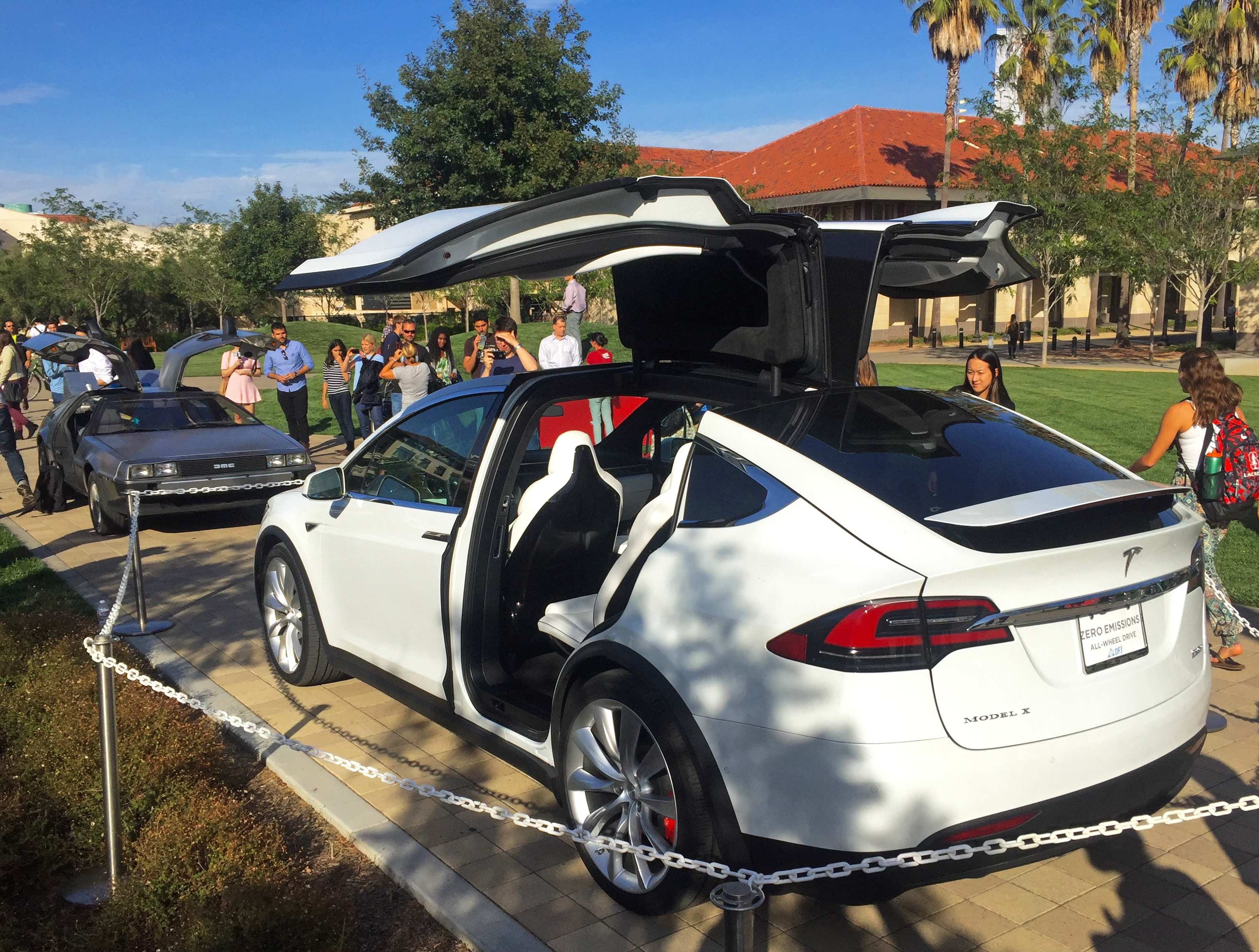
Puertas de halcón traseras del modelo de producción.

Los sensores detectan el acercamiento del chofer y el vehículo abre la puerta para que entre y después la cierra sin que el chofer la toque.
Las puertas traseras de tipo ala de halcón permiten una mejor accesibilidad a la tercera fila de asientos que las puertas deslizantes de otros vehículos. Tienen un sistema de doble bisagra que permite abrirlas aunque esté aparcado muy cerca de otros coches.
Tesla desarrolló unos sensores ultrasónicos que atraviesan el metal y los instaló en el techo para detectar la altura del techo y los obstáculos laterales con objeto de trazar el arco de apertura óptimo sin chocar con ningún obstáculo. Permite la apertura cuando la distancia lateral a los coches adyacentes es superior a 30,5 cm (12,0 pulgadas).

### Asientos
Puede acomodar 7 personas en 3 filas de asientos. La segunda fila de asientos está montada en un poste que permite reclinar cada asiento de forma individual.
La segunda fila de asientos dispone de hueco bajo los asientos para colocar objetos.
Pulsando un botón la segunda fila se mueve hacia adelante para permitir un mejor acceso a la tercera fila. Cuando no se usa la tercera fila se puede plegar dejando el suelo plano. Está disponible con una disposición de 6 asientos o de 7 asientos.

### Parabrisas
Dispone de un parabrisas panorámico llamado Big Sky se extiende hacia el techo dando una visibilidad hacia el cielo sin precedentes. En 2015 era el mayor parabrisas panorámico de vidrio en un coche de serie. En la parte superior está tintado.

### Aerodinámica
El coeficiente aerodinámico de 0.24 era en 2015 el más bajo entre los SUV de serie, siendo un 20% menor que el siguiente SUV con mejor aerodinámica. Dispone de un alerón trasero móvil que se despliega para optimizar la eficiencia en carretera y la estabilidad.

### Arrastre
Es el primer vehículo eléctrico homologado para arrastrar remolques. Es capaz de arrastrar remolques de hasta 2268 kg (5000 libras).
El 15 de mayo de 2018 un Tesla Model X y Qantas establecieron el récord Guinness para el mayor arrastre realizado por un vehículo de pasajeros eléctrico de serie. El Model X arrastró un Boeing 787-9 de 287 000 libras (130 181 kg) durante casi 1000 pies (305 m) en la pista del aeropuerto de Melbourne.
También dispone como opción un soporte para llevar hasta 4 bicicletas que se puede instalar en 10 segundos.

## Motorización

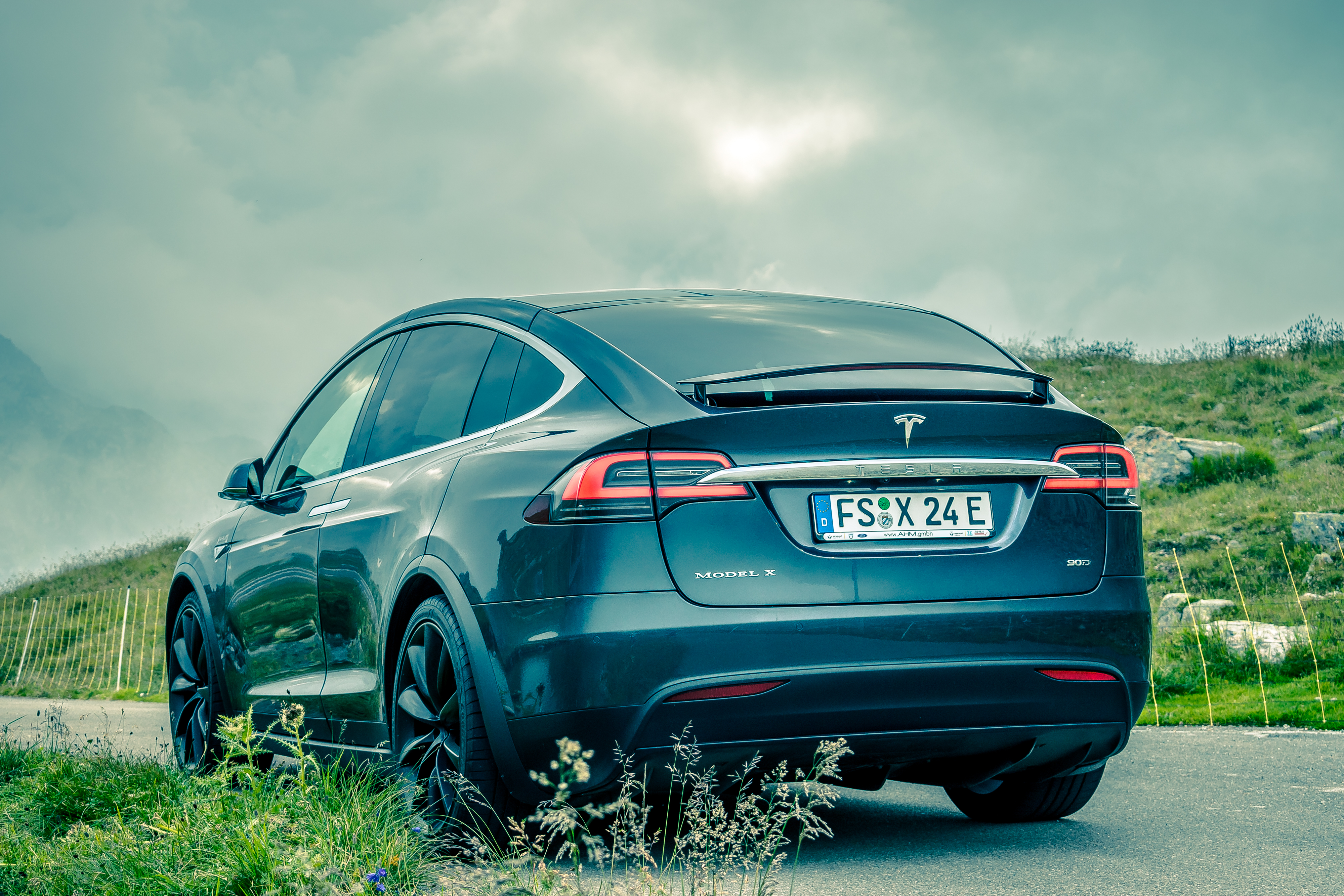
Vista trasera de la versión 90D

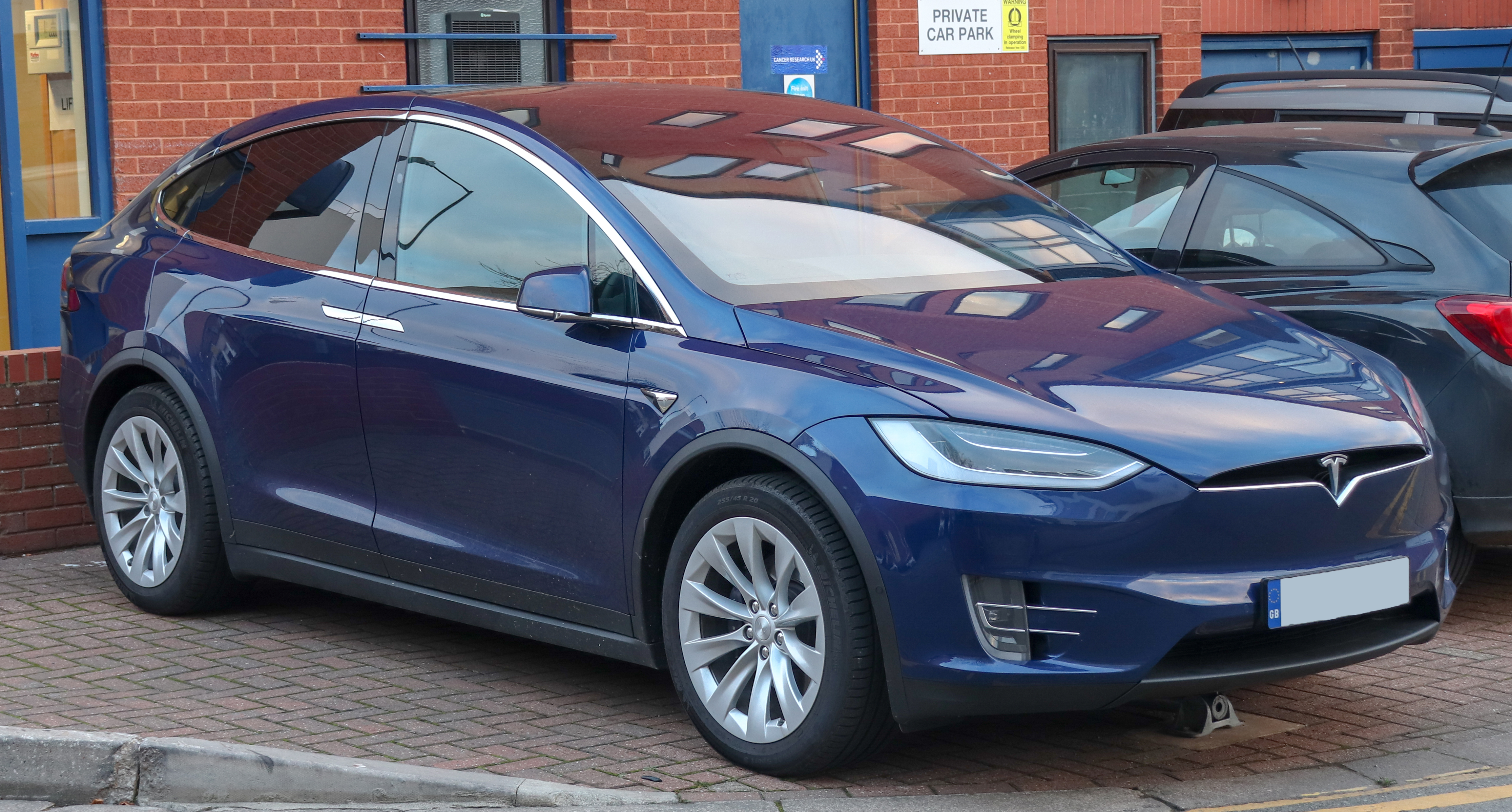
Versión 100D de 2018

Está equipado con dos motores con una caja reductora de una sola velocidad cada uno. Un conjunto en el eje delantero y otro en el trasero le proporcionan tracción integral All-Wheel Drive.
El motor delantero es de 193 kW (262 CV; 259 HP) y el trasero también de 193 kW (262 CV; 259 HP) en el 90D; y de 375 kW (510 CV; 503 HP) en el P90D.
Los vehículos de tracción integral convencionales distribuyen la potencia hacia las ruedas desde el motor mediante un complejo sistema de transmisión mecánica, mientras que el Tesla Model X no tiene conexión mecánica entre los dos motores. El Model X controla digital e independientemente el par hacia las ruedas delanteras y traseras. El control de tracción y respuesta en todo tipo de condiciones no tiene precedentes. El sistema puede poner en reposo uno de los motores para conseguir una mayor eficiencia del conjunto.
El paquete de baterías es plano y está bajo el coche. Está formado por miles de baterías de iones de litio sumando una capacidad de 90 kWh (324 MJ). Está refrigerado por líquido para evitar su sobrecalentamiento.
Los motores eléctricos son trifásicos de inducción AC con rotor de cobre y tienen 4 polos. El inversor funciona con el sistema de freno regenerativo.
Cambiando electrónicamente dos de las fases de los motores el sentido de giro se invierte y se consigue la marcha atrás sin usar engranajes adicionales.

## Seguridad
El Model X se diseñó para ser uno de los SUV más seguros del mundo. En las pruebas de choque de NHTSA consiguió 5 estrellas. También obtuvo entre todos los SUV la menor deformación por choque lateral contra un poste y la menor propensión al vuelco.
| Total                     | 5/5 estrellas |
| Choque frontal, conductor | 5/5 estrellas |
| Choque frontal, pasajero  | 5/5 estrellas |
| Choque lateral, conductor | 5/5 estrellas |
| Choque lateral, pasajero  | 5/5 estrellas |
| Choque poste lateral      | 5/5 estrellas |
| Vuelco                    | / 9.3%        |
| ------------------------- | ------------- |

De serie viene equipado con seguridad activa (Active Safety) que está activa durante todo el tiempo y proporciona:
- Frenada de emergencia frontal. Usando el radar y las cámaras puede detener el coche para evitar chocar con el coche de delante.
- Evasión de colisiones laterales. Usando los sensores de ultrasonidos el coche puede girar el volante para tratar de evitar una colisión lateral.

## Autopilot
Tesla Autopilot es un conjunto de funciones de ayuda a la conducción (ADAS: advanced driver-assistance system) ofrecido por Tesla que alcanza el Nivel 2 de automatización en la conducción de un vehículo. Sus funciones incluyen el centrado en el carril, control de crucero adaptativo, cambios automáticos de carril, navegación semi-autónoma en algunas carreteras, aparcamiento automático, y la capacidad de convocar al coche desde un garaje o estacionamiento. Para todas estas funciones el conductor es responsable y el coche requiere supervisión constante. La compañía afirma que estas capacidades reducen los accidentes causados por negligencias del conductor y la fatiga por conducir mucho tiempo.
Actualizando el Autopilot base Tesla intenta alcanzar en el futuro el Nivel 5 SAE (conducción autónoma total), una vez que supere los impedimentos regulatorios y técnicos. En abril de 2020, la mayoría de los expertos creían que los vehículos de Tesla carecían del hardware necesario para la conducción autónoma total. En octubre de 2020, Tesla inició un programa de prueba llamado Full Self-Driving Beta en el que instaló un software beta de conducción autónoma a empleados y clientes seleccionados. En enero de 2022 ya eran 60 000 vehículos los que estaban circulando por las carreteras con el software Autopilot FSD Beta,
mientras que en mayo de 2022 ya eran más de 100 000 usuarios con el software Autopilot FSD Beta.
En septiembre de 2022 el software Autopilot FSD Beta lo usaban 160 000 usuarios.
En enero de 2023 estaban usando Tesla Autopilot FSD Beta casi los 400 000 usuarios que lo habían comprado en Estados Unidos y Canadá. Desde marzo de 2021 a diciembre de 2022 Tesla FSD Beta había recorrido un acumulado de 90 000 000 mi (144 840 600 kilómetros)
A finales de marzo de 2024 Tesla abandonó el término FSD beta y pasó a hablar de FSD supervisada. El 26 de marzo de 2024 Elon Musk anunció que en Estados Unidos y Canadá todos los Teslas con el hardware FSD (unos 1 700 000) tendrían un mes de prueba de la versión 12.3 de FSD supervisada.
A partir de abril de 2024 en cada entrega de un coche nuevo en Norteamérica era obligatorio instalar y activar el software FSD v12.3.1 o superior y realizar una prueba de conducción con el cliente.
Para abril de 2024, FSD había operado 1 300 000 000 mi (2 092 142 000 kilómetros).
Algunos observadores de la industria criticaron la decisión de usar a los usuarios como probadores de software beta como peligrosa e irresponsable. Las colisiones de coches de Tesla con Autopilot llamaron la atención de la prensa y agencias federales de Estados Unidos. Elon Musk, el CEO de Tesla, hizo durante años predicciones inexactas sobre cuándo Tesla alcanzaría el Nivel 5 SAE de autonomía.

### Hardware HW1
Los vehículos fabricados después de finales de septiembre de 2014 están equipados con una cámara montada en la parte superior del parabrisas, un radar de visión delantera en la parrilla inferior y sensores ultrasónicos de ubicación en las defensas delantera y trasera que brindan una vista de 360 grados alrededor del coche. La computadora es Mobileye EyeQ3. Este equipo permite que el Model S detecte señales de tráfico, marcas de carriles, obstáculos y otros vehículos.
El cambio de carril automático puede iniciarse cuando el chofer activa el intermitente cuando es seguro, debido a la capacidad de alcance limitado ultrasónico de 5 m (16 pies); y luego el sistema completa el cambio de carril. En 2016, el HW1 no detectó peatones ni ciclistas, y aunque Autopilot detecta motocicletas, ha habido dos casos de automóviles HW1 que chocaron por detrás con motocicletas.
No se ofrece la actualización del hardware 1 al hardware 2, ya que requeriría un trabajo y un costo considerables.

### Hardware HW2

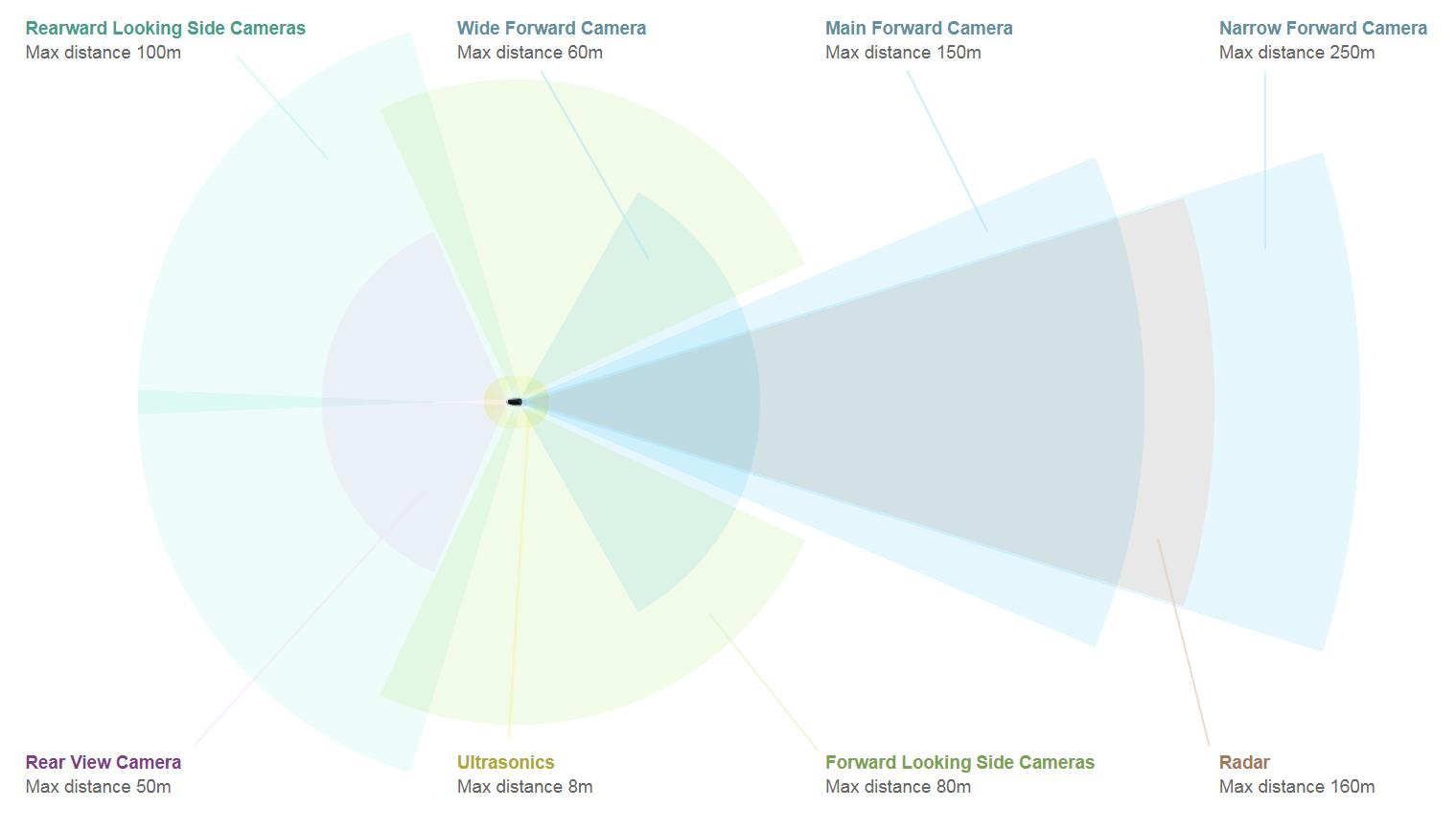
Cobertura de cámara y radar Tesla HW2 como se muestra en el sitio web de Tesla.

El HW2, incluido en todos los vehículos fabricados después de octubre de 2016, incluye una GPU Nvidia Drive PX 2 para el cálculo de GPGPU basado en CUDA . Tesla afirmó que HW2 proporcionó el equipo necesario para permitir la capacidad de FSD en el nivel 5 de SAE. El hardware incluye ocho cámaras envolventes y 12 sensores ultrasónicos, además de un radar frontal con capacidades de procesamiento mejoradas. La computadora del Autopilot es reemplazable para permitir actualizaciones futuras. El radar puede observar debajo y delante del vehículo frente al Tesla; el radar puede ver vehículos a través de fuertes lluvias, niebla o polvo. Tesla afirmó que el hardware era capaz de procesar 200 fotogramas por segundo.
Cuando se habilitó el "Autopilot mejorado" EAP en febrero de 2017 mediante la actualización de software v8.0 (17.5.36), las pruebas mostraron que el sistema se limitaba a usar una de las ocho cámaras integradas: la cámara frontal principal. La actualización de software v8.1 lanzada un mes después habilitó una segunda cámara, la cámara frontal de ángulo estrecho.

### Hardware HW2.5
En agosto de 2017, Tesla anunció que HW2.5 incluía un nodo de procesador secundario para proporcionar más potencia informática y redundancia de cableado adicional para mejorar ligeramente la fiabilidad; también habilitó las capacidades de grabación de video (dashcam) y modo centinela.

### Hardware HW3
Según el director de Inteligencia Artificial de Tesla, Andrej Karpathy, a partir del tercer trimestre de 2018, Tesla entrenó grandes redes neuronales que funcionan, pero que no pudieron implementarse en vehículos Tesla construidos hasta ese momento debido a sus recursos computacionales insuficientes. HW3 proporciona los recursos necesarios para ejecutar estas redes neuronales.
HW3 incluye un sistema en un chip a medida diseñado por Tesla fabricado con un proceso de 14 nanómetros por Samsung. Jim Keller y Pete Bannon, entre otros arquitectos, dirigieron el proyecto desde febrero de 2016 y se hicieron cargo durante 18 meses. Tesla afirmó que el nuevo sistema procesa 2300 fotogramas por segundo (fps), lo que representa una mejora de 21 veces con respecto a la capacidad de procesamiento de imágenes de 110 fps de HW2.5. La firma lo describió como un "acelerador de redes neuronales". Cada chip es capaz de 36 billones de operaciones por segundo y hay dos chips para obtener redundancia. La compañía afirmó que HW3 era necesario para FSD, pero no para las funciones de "Autopilot mejorado" EAP.
La primera disponibilidad de HW3 fue en abril de 2019. Los clientes con HW2 o HW2.5 que compraron el paquete FSD son elegibles para una actualización a HW3 sin costo.
Tesla afirma que HW3 tiene un rendimiento mejorado 2.5 veces sobre HW2.5 con una potencia 1.25 veces mayor y un costo 0.2 veces menor. HW3 presenta doce CPU ARM Cortex-A72 que funcionan a 2.6 GHz, dos aceleradores de redes neuronales que funcionan a 2 GHz y una GPU Mali operando a 1 GHz.

### Tesla Vision
A fines de mayo de 2021, Elon Musk publicó en Twitter que el "Pure Vision Autopilot" estaba comenzando a ponerse en marcha. El sistema, que Tesla denomina "Tesla Vision", elimina el radar frontal del paquete de hardware del Autopilot en los vehículos Model 3 y Model Y construidos para el mercado norteamericano y entregados en mayo de 2021 y después. Para los vehículos sin radar delantero, se aplicaron limitaciones temporales a ciertas funciones, como Autogiro y otras funciones (Smart Summon y Emergency Lane Departure Avoidance) se deshabilitaron, pero Tesla prometió restaurar las funciones "en las próximas semanas... a través de una serie de actualizaciones de software inalámbricas".  En respuesta, la NHTSA de Estados Unidos, rescindió las marcas de verificación de la agencia para advertencia de colisión frontal, frenado automático de emergencia, advertencia de cambio de carril y soporte de freno dinámico, aplicables a los vehículos Model 3 y Model Y fabricados a partir del 27 de abril de 2021. Consumer Reports eliminó el Model 3 de sus Top Picks, y el Insurance Institute for Highway Safety (IIHS) anunció planes para eliminar el Model 3 como Top Safety Pick+, pero después de más pruebas, ambas organizaciones restauraron esas designaciones.
En diciembre de 2021, el The New York Times informó que Musk fue quien tomó las decisiones detrás del enfoque desde solamente la cámara y les dijo repetidamente a los miembros del equipo de Autopilot que "los humanos podían manejar con solamente dos ojos y que esto significaba que los coches deberían poder manejar solamente con cámaras".  Varios expertos en vehículos autónomos fueron citados denunciando la analogía.

## Filtrado del aire dentro del habitáculo

Diagrama de un filtro HEPA.

La combinación de varios filtros HEPA homologados para uso hospitalario permite que el aire dentro del habitáculo sea tan limpio como el que hay en un quirófano.
Los filtros High Efficiency Particulate Arrestment (HEPA) verdaderos son un tipo de filtros de muy alta calidad que se usan en hospitales, industrias y aviones. En Estados Unidos para pasar la homologación del Departamento de Energía de los Estados Unidos el filtro HEPA debe apartar del aire circulante el 99.97% de partículas de tamaño superior a 0.3 µm.
El filtro de aire principal es 10 veces más grande que el de un coche normal. El filtro secundario es mayor que el de un coche normal.
Los filtros combinados del Tesla Model X filtran 800 veces mejor los virus de 0.01 micrómetros, 700 veces mejor el smog de 0.1 micrómetros, 500 veces mejor los alérgenos de 1 micrómetro y 300 veces mejor las bacterias de 2 micrómetros.
| Partícula | Diámetro de partícula (micrómetros) | Número de veces mejor que un filtro normal |
| --------- | ----------------------------------- | ------------------------------------------ |
| Virus     | 0.01                                | 800                                        |
| Smog      | 0.1                                 | 700                                        |
| Alérgenos | 1                                   | 500                                        |
| Bacterias | 2                                   | 300                                        |

Dispone de tres capas de filtros de carbón activado: una universal para hidrocarburos, otra para gases ácidos y otra para gases alcalinos.
Dispone de tres modos de funcionamiento:
- Circulación del aire exterior.
- Recirculación del aire interior.
- Bioweapon Defense Mode (Modo de defensa biológica). Crea una presión positiva dentro del habitáculo para proteger mejor a los ocupantes de las partículas nocivas.[7]

## Prestaciones
|                                          | 60D                            | 75D                          | 90D                             | P90D                     | 100D                | P100D               | Long Range+         | Performance         | Model X                 | Model X Plaid             |
| ---------------------------------------- | ------------------------------ | ---------------------------- | ------------------------------- | ------------------------ | ------------------- | ------------------- | ------------------- | ------------------- | ----------------------- | ------------------------- |
| Autonomía EPA                            | 200 millas (322 km)            | 238 millas (383 km)          | 257 millas (414 km)             | 250 millas (402 km)      | 325 millas (523 km) | 305 millas (491 km) | 351 millas (565 km) | 305 millas (491 km) | 332 millas (534 km)     | 311 millas (501 km)       |
| Potencia máxima*                         | 386 kW (525 CV; 518 HP)        | 386 kW (525 CV; 518 HP)      | 386 kW (525 CV)                 | 568 kW (772 CV; 762 HP)  |                     |                     |                     |                     | 492 kW (669 CV; 660 HP) | 750 kW (1020 CV; 1006 HP) |
| Potencia máxima (batería)**              | 332 CV (327 HP; 244 kW)        | 332 CV (327 HP; 244 kW)      | 422 CV (416 HP; 310 kW)         | 540 CV (533 HP; 397 kW)  |                     |                     |                     |                     |                         |                           |
| Aceleración de 0 a 100 km/h (0 a 62 mph) | 6.2 segundos                   | 6.2 segundos                 | 5 segundos                      | 3.4 segundos             |                     |                     | 4.6 segundos        | 2.8 segundos        | 3.9 segundos            | 2.6 segundos              |
| Velocidad máxima                         | 210 km/h (130 mph)             | 210 km/h (130 mph)           | 250 km/h (155 mph)              | 250 km/h (155 mph)       | 250 km/h (155 mph)  | 250 km/h (155 mph)  | 250 km/h (155 mph)  | 261 km/h (162 mph)  | 250 km/h (155 mph)      | 261 km/h (162 mph)        |
| Almacenamiento de energía                | 60 kWh (216 MJ)                | 75 kWh (270 MJ)              | 90 kWh (324 MJ)                 | 90 kWh (324 MJ)          | 100 kWh (360 MJ)    | 100 kWh (360 MJ)    | 100 kWh (360 MJ)    | 100 kWh (360 MJ)    |                         |                           |
| Garantía de baterías                     | 8 años, sin límite de km       | 8 años, sin límite de km     | 8 años, sin límite de km        | 8 años, sin límite de km |                     |                     |                     |                     |                         |                           |
| En producción                            | Verano de 2016-octubre de 2016 | Verano de 2016-enero de 2019 | Primavera de 2016-junio de 2017 | Otoño 2015               |                     | Agosto de 2016      |                     |                     | Junio 2021              | Junio 2021                |

- Se refiere a la potencia máxima que pueden desarrollar los motores por separado.
  - Se refiere a la potencia máxima que puede entregar la batería y la potencia máxima que pueden entregar los motores en combinado. La potencia máxima disponible dependerá del estado de la batería, es decir, de su nivel de carga, su temperatura y los "C" (tasa de descarga) disponibles.

El Model X pesa un 8% más que su equivalente Model S y comparte un 30% de las piezas.
En 2020 la versión Model X Performance aceleraba de 0 a 60 mph (0 a 97 km/h) en 2.6 segundos. y recorría 1/4 de milla (402 m) en 11.4 segundos, superando a la mayoría de coches deportivos.

## Autonomía
La EPA homologó una autonomía de 250 millas (402 km) para el P90D y de 257 millas (414 km) para el 90D.
En julio de 2020 la versión Model X Long Range+ tenía 351 millas (565 km) de autonomía EPA.
La autonomía varía según la velocidad del vehículo, el estilo de conducción y las condiciones de la vía.
El uso de accesorios como el climatizador reduce la autonomía entre un 5% y un 10%.
El resto de los accesorios no tiene un impacto significativo en la autonomía.
Un modo de permitir viajes más largos es con estaciones rápidas de carga donde se puede recuperar la mitad de la carga de la batería en 30 minutos. El Tesla Model X también recarga las baterías cuando decelera o circula en bajadas.

## Recarga

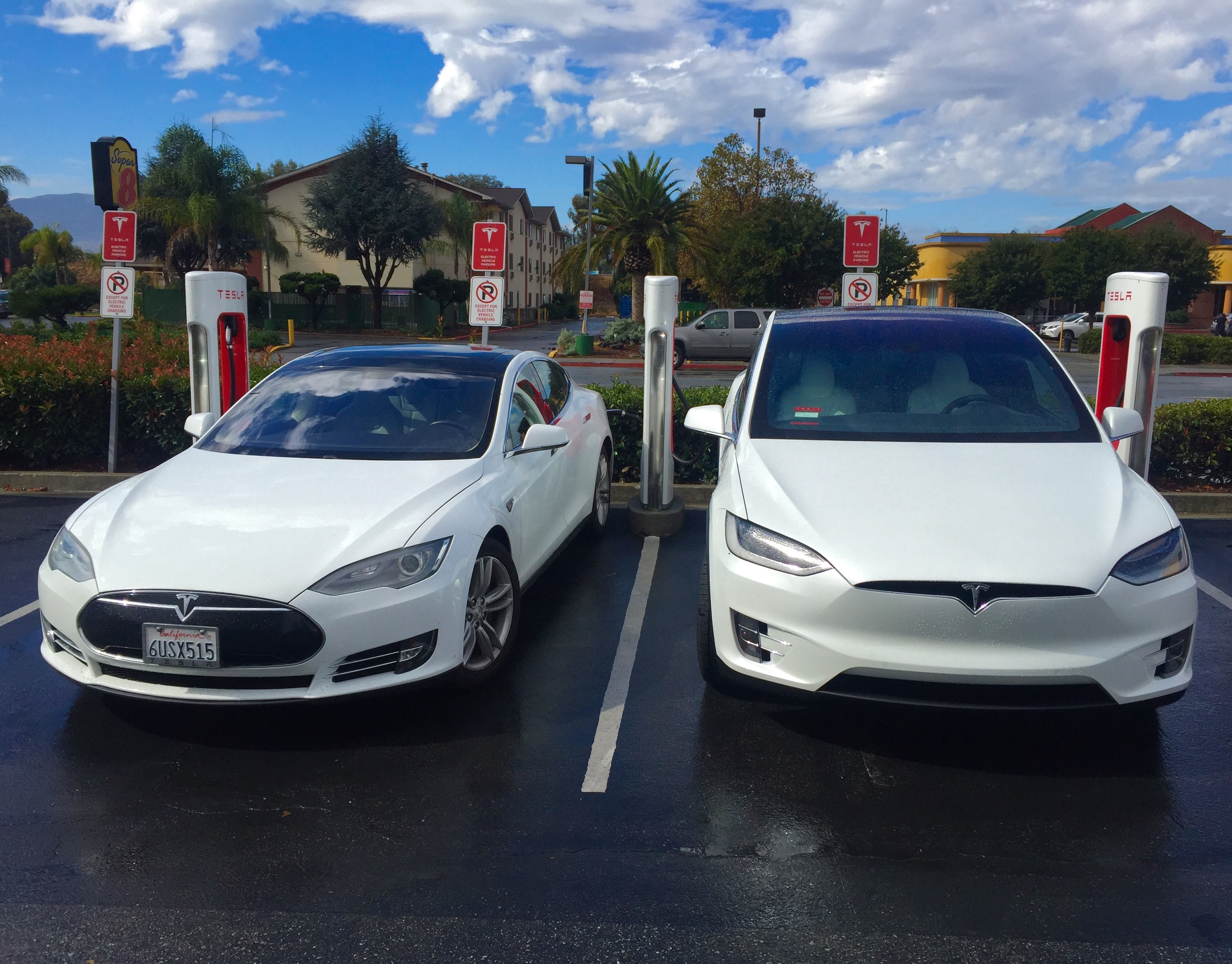
Model S y Model X en la estación de recarga rápida de Gilroy (California)

Los tiempos de recarga varían dependiendo del estado de carga, su capacidad total, el voltaje disponible y los amperios de la corriente de recarga.
El 25 de septiembre de 2012 Tesla presentó sus estaciones de recarga rápida (superchargers). Tesla las instala en las áreas de descanso de las carreteras para que mientras el conductor descansa el coche se recarga. Inicialmente suministraban de 100 a 120 kW (136 a 163 CV) (134 a 161 HP). Tesla aumentó la potencia hasta 150 kW (204 CV; 201 HP) y en la versión v3 de supercargers ya suministraban 250 kW (340 CV; 335 HP).
En julio de 2020 y mediante una actualización de software Tesla aumentó la potencia de recarga de los Model X más recientes hasta 250 kW (340 CV; 335 HP).
En 2012 Tesla inició la instalación de los superchargers. El 24 de abril de 2014 Tesla puso en servicio su estación de recarga rápida número 100.
En marzo de 2015 Tesla tenía operativas 403 estaciones de recarga rápida con 2219 cargadores individuales. Esto hacía posible realizar viajes entre costa Este y costa Oeste de Estados Unidos recargando solamente en superchargers.
En agosto de 2016 Tesla tenía operativas 691 estaciones con 4241 cargadores individuales.
En marzo de 2019 Tesla lanzó una actualización telemática por la que retiró de los vehículos el límite de 120 kW (163 CV; 161 HP) y les permitió cargar hasta 150 kW (204 CV; 201 HP) en toda la red de superchargers, un aumento del 21% en la velocidad de carga.
En marzo de 2019 Tesla anunció la versión Supercharger V3 en la que usando PowerPacks de 1 MW (1360 CV; 1341 HP) y cables refrigerados por líquido conseguía potencias de recarga de hasta 250 kW (340 CV; 335 HP) en cada poste.
En marzo de 2019 lanzó una actualización telemática con la que acondiciona la temperatura de la batería cuando el vehículo se encamina a un supercargador de manera que se reduce en un 25% el tiempo de carga medio.
En julio de 2020 los modelos nuevos podían cargar hasta 250 kW (340 CV; 335 HP).
En noviembre de 2019 Tesla disponía en todo el mundo de 1636 estaciones de recarga rápida con 14 497 puntos de recarga.
En julio de 2020 Tesla disponía en todo el mundo de 1971 estaciones de recarga rápida con 17 467 puntos de recarga.

## Bomba de calor yoctovalve

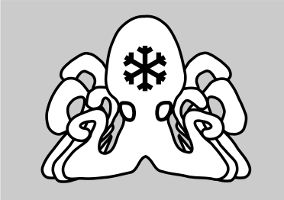
Dibujo impreso en Octovalve

En los primeros años Tesla utilizó resistencias eléctricas para la calefacción, que en el Model 3 tenían una potencia de 7 kW (9,5 CV). La ventaja es que calientan mucho y muy rápido, pero a costa de reducir la autonomía con temperaturas bajas. En el Tesla Model Y se diseñó un sofisticado sistema de bomba de calor con una válvula "octovalve". Usando técnicas Printed Circuit Board (PCB: Placa de circuitos impresos) se diseñó el intercooler que hubiese sido físicamente imposible realizar con los medios habituales. Usa un bucle local para su activación rápida y para extender el rango de temperaturas usable.
Las bombas de calor funcionan al revés que el aire acondicionado: capturan calor del exterior y lo introducen en el interior. Comparadas con las resistencias eléctricas tienen un coeficiente de eficiencia 3 veces mejor hasta temperaturas de unos −3 °C (27 °F) en que ya no pueden capturar suficiente calor del ambiente. En septiembre de 2018 Tesla registró una patente mediante la cual el compresor de la bomba de calor y/o el soplador pueden funcionar de forma ineficiente, produciendo pérdidas en forma de calor, que se llevan al interior del habitáculo. Esto evita que se tengan que usar resistencias eléctricas de alto consumo para la calefacción, lo que perjudicaría su autonomía.
Como huevo de Pascua en hardware la válvula octovalve tiene impresa en relieve una caricatura de un pulpo con el símbolo estrellado de un copo de nieve.
En tres meses de 2020 Tesla realizó 13 cambios de diseño en el sistema octovalve que llevó a la producción, incluyendo una carcasa de material acústico para reducir el ruido producido por la bomba de calor.
Desde 2020 el Tesla Model X utiliza una bomba de calor y octovalve.

## Versiones

### Plaid
En junio de 2021 Tesla introdujo unos cambios importantes y ofreció las versiones Model X y Model X Plaid.
Las dos disponían de un motor eléctrico delantero. El Model X tenía otro motor eléctrico trasero, mientras que el X Plaid disponía de dos motores eléctricos en el eje trasero. La potencia combinada del Model X era de 492 kW (669 CV; 660 HP) y la del X Plaid era de 750 kW (1020 CV; 1006 HP). En el X Plaid el rotor tiene mangas de carbono para mantener la potencia total hasta la velocidad máxima.
Ambos podían efectuar cargas rápidas de hasta 250 kW (340 CV; 335 HP) por lo que podían añadir 282 km (175 millas) de autonomía en 15 minutos.
Además de la pantalla digital del tablero dispone de una pantalla central apaisada de 17 pulgadas (43,2 cm) con una resolución de 2200x1300 pixeles. El volante es semicircular (yoke) y no dispone de palancas de marchas, ni de intermitentes. Los asientos delanteros están ventilados. La climatización trizona dispone de filtros HEPA. Tiene de hasta 7 asientos. El ordenador dispone de una capacidad de procesamiento de 10 teraflops y con un mando inalámbrico se puede jugar a videojuegos desde cualquier asiento. El sistema de sonido es de 960 vatios y 22 bocinas con reducción activa de ruido.
Dispone de una capacidad de almacenamiento de 2577 L (91,0 pies cúbicos) y una capacidad de remolque de hasta 2268 kg (5000 libras).

## Reservas
Antes del inicio de la producción y en los años posteriores se estableció un proceso de reservas con depósitos recuperables de US$5000 o 4000 €.
Los clientes con reservas configuraban su vehículo unos 3 meses antes de la producción del coche.
En octubre de 2015 había unas 25 000 reservas. Entonces la lista de espera para los nuevos pedidos era de un año hasta la entrega.

## Producción

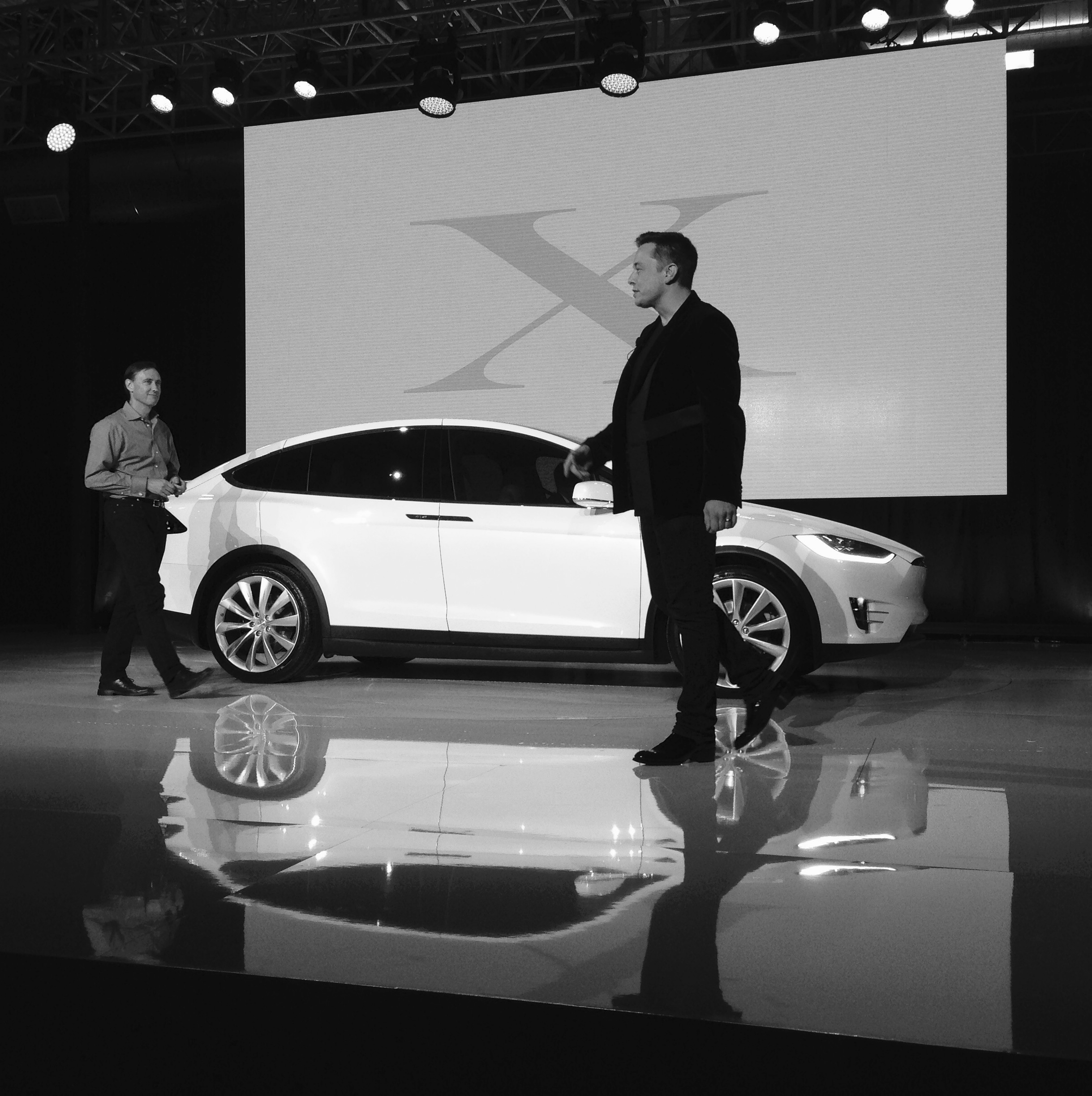
Elon Musk entregando los primeros Model X en la ceremonia de lanzamiento en septiembre de 2015.

El 30 de septiembre de 2014 Tesla ya disponía de un prototipo Alfa del Model X y esperaba completar el prototipo Beta en unos meses.
La producción se pospuso varias veces hasta el 29 de septiembre de 2015 debido a problemas con las puertas de gaviota y la refrigeración de los motores cuando el vehículo arrastra remolques.
Se fabrica en la planta de Tesla Motors en Fremont, California. Originalmente fue de General Motors y se cerró en 1982. En 1984 fue reabierta y operaba conjuntamente por Toyota y GM. Se la conocía como New United Motor Manufacturing Inc. (NUMMI). La planta funcionó durante 25 años produciendo 8 millones de vehículos hasta que GM se retiró en 2009.
En 2010 Tesla compró la mayoría de las plantas de fabricación por US$42 000 000 (equivalente a $58 683 351 en 2023), incluyendo las prensas de carrocería y las máquinas de inyección de plástico. La administración de Barack Obama concedió un préstamo federal de US$465 000 000 (equivalente a $649 708 530 en 2023) con el que la compañía comenzó a reacondicionar la fábrica. En mayo de 2013 Tesla devolvió totalmente el préstamo con un pago de US$451 800 000 (equivalente a $590 954 400 en 2023).
La mayor parte de las piezas estampadas y de aluminio se fabrican en la planta.
En junio de 2012 Tesla Motors empleaba a más de 2000 trabajadores.
El 31 de diciembre de 2013 tenía 5 859 empleados.
En junio de 2015 Tesla tenía 12 000 empleados.
A 31 de diciembre de 2019 Tesla empleaba a 48 016 trabajadores a tiempo completo en todo el mundo.
El Tesla Model X se lanzó en el mercado estadounidense el 29 de septiembre de 2015.
Desde el cuarto trimestre de 2018 Tesla contabiliza de forma conjunta la producción y entregas del Tesla Model S y del Tesla Model X.
En septiembre de 2018 las ventas acumuladas desde su lanzamiento alcanzaron las 106 689 unidades.
Desde el cuarto trimestre de 2023 Tesla contabilizaba de forma conjunta la producción y entregas del Model S, Model X, Cybertruck y Semi bajo el epígrafe "Otros modelos".

## Actualizaciones telemáticas Over The Air Updates (OTA)
El Model X puede realizar actualizaciones de software telemáticas sin tener que llevar el vehículo al taller. Son similares a las que hacen los teléfonos móviles con su sistema operativo o sus aplicaciones.
En octubre de 2018, los usuarios pudieron actualizar a la versión 9 que tenía las siguientes mejoras:
- Actualizaciones remotas iniciadas desde el teléfono móvil.
- Posibilidad de grabar la señal de video de la cámara frontal a una memoria USB actuando como un Digital Video Recorder (DVR).
- Aplicación de calendario integrada con el calendario del teléfono inteligente.
- Aplicación de energía que muestra el consumo pasado, presente y proyectado.
- Navegador web.
- Aplicación que muestra la imagen de la cámara trasera.
- Activación de las 8 cámaras para visualizar los vehículos circundantes y los ángulos muertos.
- Desplazamiento a la izquierda del panel de indicaciones de navegación. Esta petición fue realizada por muchos usuarios.
- Videojuegos Atari: Missile Command, Asteroids, Lunar Lander y Centipede.[132]

En febrero de 2019 Tesla añadió Sentry Mode (modo centinela) con la capacidad de que las cámaras del coche puedan detectar posibles amenazas, grabarlas en un pendrive, activar la alarma y mandar una alerta al móvil del propietario.
También incorporó Dog Mode (modo perro) en el que se puede dejar una mascota dentro del vehículo con el sistema de climatización en una temperatura confortable y un mensaje de aviso a los peatones en la pantalla. Este modo se añadió al Cabin Overheat Protection (protección contra el sobrecalentamiento del habitáculo) de 2016 que con el coche apagado permite mantener en el habitáculo una temperatura segura durante horas.
En marzo de 2019 lanzó una actualización telemática con la que acondiciona la temperatura de la batería cuando el vehículo se encamina a un supercharger de manera que se reduce en un 25% el tiempo de carga medio. También permitió la recarga de hasta 150 kW (204 CV; 201 HP) en los superchargers actualizados a dicha potencia.
En septiembre de 2019 Tesla lanzó la versión 10 con las siguientes mejoras:
- Tesla Theater. Estando aparcado y conectado a WiFi se pueden ver videos de YouTube y Netflix.
- Karaoke. Las letras de las canciones de karaoke se muestran estando el coche parado. Durante la marcha solamente se reproduce la música del karaoke.
- Mejoras de visualización del entorno. Se muestran más objetos y líneas alrededor del vehículo. Se puede hacer zum y girar la visualización de forma temporal.
- Cambio de carril automático. Mejora en la visualización en la que muestra la posición futura del vehículo.
- Feeling lucky, Feeling hungry. En el navegador se añaden estos botones que coducen a lugares de interés o restaurantes cercanos.
- Mejoras en los mapas. Al pulsar sobre un punto de interés aparece más información y se puede llamar o visitar la página web asociada. También aparece la distancia hasta el punto.
- Mejoras en Sentry Mode (Modo centinela). En el USB se borrarán las grabaciones de video antiguas cuando su ocupación supere los 5 GB.
- Modo Joe. Permite reducir el nivel de los avisos sonoros para minimizar las molestias a los pasajeros, especialmente niños.
- Mejoras en la descarga de actualizaciones. Se visualiza la versión descargada y el progreso en la instalación.
- Juego Cuphead. Se puede jugar conectando un controlador XBox al conector USB.[135]
- Smart Summon. Para los usuarios con FSD (manejo autónomo total) permite convocar al vehículo desde la APP en un estacionamiento hasta 50 m (164'1/2") de distancia para que el vehículo acuda autónomamente hasta la posición que se le indique. En Europa los legisladores no autorizaron la activación de esta función.
- Spotify. Se añade el servicio Spotify en Norteamérica. En Europa estaba disponible desde hacía varios años.

En noviembre de 2019 Tesla lanzó una actualización de software que aumentaba la potencia, prestaciones y aceleración en un 5% tras optimizar por software el control del motor eléctrico. También añadió la función de Scheduled Departure (Salida Programada) mediante la que se puede programar la hora en la que la carga alcanzará el tope indicado. La función de Automatic Navigation (Navegación Automática) inicia en el navegador la ruta habitual a esa hora o la ruta hacia el destino agendado en el calendario. Ofreció la opción de manejo con un pedal de manera que cuando se levanta el pie del acelerador el coche decelera y se detiene.
En abril de 2020 una actualización de software añadió un visor para revisar en la pantalla los videos grabados por las cámaras al circular o en el modo centinela. También añadió la posibilidad de ver en el navegador si un cargador rápido supercharger está fuera de servicio o con potencia limitada. En los vehículos con FSD HW3 se mejoró la visualización añadiendo semáforos, señales de Stop y conos de obras.
En junio de 2020 una actualización de software permitía mostrar en pantalla las imágenes de las cámaras laterales al mismo tiempo que se mostraba la imagen de la cámara trasera. Esto eliminaba los puntos ciegos y podía visualizarse sin límite de velocidad.
En julio de 2020 una actualización de software desactivaba el flujo del aire acondicionado en el lado del acompañante cuando no había una persona sentada en ese asiento. Esto permite reducir el consumo en los días calurosos.
En diciembre de 2021 se lanzó la versión 11 de software con nuevas funciones:
- Espectáculo de luces (Light Show). Efectúa un espectáculo de luces y sonido usando las luces, los altavoces, las ventanillas y los retrovisores. Los vehículos equipados con faros matriciales pueden proyectar gráficos. Tesla desarrolló el software de código abierto XLights con el que se pueden programar espectáculos similares en vehículos de otras marcas.
- Nueva interfaz simplificada. El lanzador de aplicaciones es personalizable.
- Navegación mejorada. Permite añadir y editar puntos intermedios (waypoints). Calcula automáticamente el nivel de batería y la hora de llegada a cada punto. Permite ocultar los puntos de interés.
- Nuevos juegos. Sonic the Hedgehog, The Battle of Polytopia multijugador y Sudoku.
- Entretenimiento. TikTok en algunos países. Boombox Megaphone proyecta la voz por el altavoz externo.
- Audio. Añade cinco niveles de audio inmersivo. En el modo automático se adapta al contenido. Se puede ajustar la salida del subwoofer de forma independiente.
- Cámara de ángulo muerto. Al poner el intermitente se muestra en la pantalla la vista de la cámara lateral correspondiente.
- Acceso directo a las cámaras del modo centinela. Desde la app de Tesla en el teléfono smartphone se pueden ver las imágenes de las cámaras del vehículo en tiempo real.
- Mejoras para el tiempo frío. Se puede calentar el puerto carga y preacondicionar el habitáculo con un estado de carga menor. Los asientos delanteros activan automáticamente el calentador de asiento según el control de climatización.[142]

En septiembre de 2022 una actualización añadió las siguientes mejoras:
- Rutas alternativas. Al introducir un destino en el navegador se muestran hasta tres rutas indicando los tiempos aproximados. Por defecto el navegador tomará la más rápida, salvo que el conductor seleccione otra en la pantalla.[143]
- Mejoras en la app de energía. Muestra detalles de la cantidad de energía utilizada mientras se conduce o se está estacionado. Se ve cuánta energía consumen los diferentes componentes del vehículo, los comportamientos de conducción y las condiciones ambientales. Muestra la energía utilizada en comparación con la previsión del trayecto y el indicador de la batería. Aporta sugerencias personalizadas para utilizar la energía de forma más eficiente.[144]

En julio de 2023 una actualización de software añadió las siguientes mejoras:
- Carga solar. Si se dispone de paneles solares y una batería Tesla Powerwall se puede configurar para que el coche se cargue con el exceso de energía solar de los paneles.
- Luces de cruce automáticas cuando se activen los limpiaparabrisas.
- Notificación de que el destino va a cerrar pronto. El coche avisa que el destino comercial en el navegador va a cerrar pronto o estará cerrado al llegar.
- Controladores bluetooth. Se pueden usar controladores bluetooth para jugar a los videojuegos disponibles en el coche.
- Cámaras múltiples en la aplicación. De forma remota desde la aplicación móvil se pueden ver varias cámaras simultáneamente.[145]

## Financiación en Estados Unidos
En abril de 2013 Elon Musk presentó una oferta de financiación en colaboración con US Bank y Wells Fargo por la que la subvención de US$7500 (equivalente a $9810 en 2023) para vehículos eléctricos se contabilizaba como la entrada del pago del vehículo y la cuota mensual comenzaba en US$500 (equivalente a $654 en 2023). Transcurridos 3 años Tesla se comprometía a recomprar el vehículo por al menos el precio de un Mercedes-Benz Clase S de la misma antigüedad. Elon Musk respondería personalmente con todo su patrimonio para el cumplimiento del compromiso.

## Mantenimiento
Los vehículos Tesla están conectados telemáticamente. Esto permite diagnosticar y reparar muchos problemas antes de mirar el vehículo físicamente. Cuando es necesario un mantenimiento o reparación el cliente pide una cita en un taller Tesla.
Los mecánicos móviles (Tesla Rangers) pueden realizar bastantes reparaciones en sus desplazamientos, como revisiones anuales, actualizaciones de software y firmware, cambio de módulos electrónicos y algunos componentes mecánicos. Si la reparación es mayor y requiere un elevador el vehículo se lleva al taller Tesla más próximo.
El mantenimiento de un vehículo eléctrico es muy ventajoso comparado con un vehículo convencional. No se necesita gasolina ni diésel y el mantenimiento es mínimo. Un vehículo con motor térmico tiene por encima de 1000 piezas móviles más que uno eléctrico.
A diferencia de los coches con motor de combustión interna no precisa cambios de aceite, correas, bujías, ni filtro de combustible. Con un manejo normal las pastillas y discos de freno no se desgastan, porque la frenada principal la hace el freno eléctrico regenerativo.

#### Reciclaje de baterías
Las baterías de iones de litio de Tesla contienen pequeñas cantidades de níquel y cobalto, cuya extracción y refino pueden tener impactos medioambientales. Al final de la vida útil de la batería se puede reciclar mediante procesos hidrometalúrgicos, pirometalúrgicos o de reciclaje directo.
Tesla afirma reciclar todas las baterías que se devuelven a la compañía. En 2020 recuperó 1300 toneladas (2 866 012 libras) de níquel, 400 toneladas (881 850 libras) de cobre y 80 toneladas (176 370 libras) de cobalto, lo que supuso recuperar un 92% de los materiales para la producción de nuevas baterías.
Desde 2008 Tesla ha trabajado con ToxCo/Kinsbursky en Estados Unidos y con Umicore en Europa para reciclar baterías de iones de litio gastadas siguiendo directivas de RoHS.
En 2017 el anterior CTO de Tesla J. B. Straubel y Andrew Stevenson, anterior director de proyectos especiales en Tesla, fundaron la empresa de reciclaje de baterías Redwood Materials.

#### Impacto medioambiental
La fabricación de un coche eléctrico tiene unas emisiones de gases de efecto invernadero GHG ligeramente mayores que las de uno equivalente de combustión. Sin embargo, si carga en una red eléctrica media el coche eléctrico tendrá unas emisiones menores tras recorrer 8600 km (5344 millas). Las redes eléctricas cada vez usan más renovables por lo que las emisiones de GHG de un coche eléctrico decrecen con el tiempo. Si se carga con energía renovable las emisiones son nulas.

## Guinness World Record
El 15 de mayo de 2018 un Model X y Qantas establecieron el récord Guinness para el mayor arrastre realizado por un vehículo de pasajeros eléctrico de serie. El Model X arrastró un Boeing 787-9 de 287 000 libras (130 181 kg) durante casi 1000 pies (305 m) en la pista del aeropuerto de Melbourne.
El Model X es el primer vehículo eléctrico homologado para arrastrar remolques. Es capaz de arrastrar remolques de hasta 2268 kg (5000 libras).

## Videos
Presentación del Model X. Interviene el gobernador de California. Model X Reveal (YouTube) (en inglés). Tesla Motors. 16 de febrero de 2012. Consultado el 21 de julio de 2012.
Entrevista a Franz von Holzhausen en la presentación del Telsa Model X. Tesla Motors Chief Designer Franz von Holzhausen at the launch of the X (YouTube) (en inglés). CELEBScom. 13 de febrero de 2012. Consultado el 21 de julio de 2012.
En 2016 se hizo viral un video en el que un Boeing 737-800 de Qantas hacía una carrera contra un Model S P90D que alcanzaba 155 mph (249 km/h) antes de que el avión despegara a 160 mph (257 km/h).